# José Roberto da Silva Júnior
José Roberto da Silva Júnior (São Paulo, 6 juli 1974), - voetbalnaam Zé Roberto - is een Braziliaans voormalig voetballer die bij voorkeur als linkermiddenvelder speelde. In 1995 speelde hij zijn eerste van 84 interlands voor het Braziliaans voetbalelftal.

## Carrière
Zé Roberto werd geboren in een voorstad van São Paulo. Hij begon met voetballen bij Palestra de São Bernardo en vertrok vervolgens naar het grotere Portuguesa vertrok. In 1997 werd de Braziliaan door Real Madrid voor het eerst naar Europa gehaald. Twee jaar later keerde hij terug naar Brazilië. Na een jaar in zijn thuisland ging Zé Roberto naar Duitsland. Hij speelde er vier seizoenen voor Bayer 04 Leverkusen en vervolgens nog vier voor FC Bayern München. Zé Roberto keerde in 2006 weer terug naar Brazilië, maar twee jaar later sloot hij zich opnieuw bij Bayern München aan. Hij wilde hier tot het einde van zijn carrière blijven, maar onenigheid over een contractverlenging verhinderde dat. Zé Roberto wilde zijn verbintenis met twee jaar verlengen, maar Bayern München wilde niet verder gaan dan één jaar. Daarop vertrok hij naar Hamburger SV, dat hem wel direct twee jaar vastlegde. In juli 2011 tekende hij een contract bij Al-Gharrafa. Na drie jaar Gremio ging hij per 2015 bij Palmeiras spelen waar hij in december 2017 zijn loopbaan beëindigde.

## Nationaal team
Zé Roberto debuteerde in 1995 als Braziliaans international. Hij werd geselecteerd voor het WK 1998 en het WK 2006. Op het WK 2006 in Duitsland scoorde hij zijn zesde en laatste Braziliaanse doelpunt, de 3-0 tegen Ghana. In de kwartfinale op 1 juli 2006 speelde hij zijn 84e en laatste interland tegen Frankrijk.
Op 8 juni 2007 maakte Zé Roberto bekend te stoppen als international. Deze beslissing had grotendeels te maken met zijn terugkeer naar Bayern München. De club en speler waren al bijna rond, maar manager Uli Hoeneß vond de interlandcarrière van Roberto nog wel een bezwaar. Toen hij stopte met spelen voor de 'Goddelijke Kanaries' stond niets een transfer naar FC Bayern meer in de weg.

## Palmares

### Prijzen met clubs
- Met Real Madrid Spaans Kampioenschap, 1997
- Met Real Madrid Spaanse Supercup 1997
- Met Bayern München Duitse kampioenschap 2003, 2005, 2006 en 2008
- Met Bayern München Duitse Beker, 2003, 2005, 2006 en 2008 (DFB-Pokal) en 2004 en 2007 (Ligapokal)
- Met Santos: Campeonato Paulista 2007
- Met Al-Gharafa: Emir of Qatar Cup
- Met Palmeiras: Copa do Brasil 2005
- Met Palmeiras: Campeonato Brasileiro Série A 2016

### Prijzen met nationaal team
- Met Brazilië Copa América, 1997, 1999
- Met Brazilië Confederations Cup 1997 en 2005
- Met Brazilië Lunar New Year Cup 2005

## Loopbaan

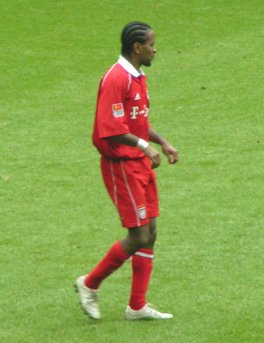
Zé Roberto in zijn Bayern München-tijd

| seizoen | club                | land      | competitie            | wed. | goals |
| ------- | ------------------- | --------- | --------------------- | ---- | ----- |
| 1994    | Portuguesa          | Brazilië  | Campeonato Brasileiro | 17   | 0     |
| 1995    | Portuguesa          | Brazilië  | Campeonato Brasileiro | 19   | 1     |
| 1996    | Portuguesa          | Brazilië  | Campeonato Brasileiro | 25   | 0     |
| 1996/97 | Real Madrid         | Spanje    | Primera División      | 9    | 0     |
| 1997/98 | Real Madrid         | Spanje    | Primera División      | 6    | 0     |
| 1998    | Flamengo            | Brazilië  | Campeonato Brasileiro | 11   | 0     |
| 1998/99 | Bayer 04 Leverkusen | Duitsland | Bundesliga            | 32   | 4     |
| 1999/00 | Bayer 04 Leverkusen | Duitsland | Bundesliga            | 27   | 7     |
| 2000/01 | Bayer 04 Leverkusen | Duitsland | Bundesliga            | 24   | 2     |
| 2001/02 | Bayer 04 Leverkusen | Duitsland | Bundesliga            | 30   | 5     |
| 2002/03 | Bayern München      | Duitsland | Bundesliga            | 31   | 1     |
| 2003/04 | Bayern München      | Duitsland | Bundesliga            | 30   | 2     |
| 2004/05 | Bayern München      | Duitsland | Bundesliga            | 22   | 1     |
| 2005/06 | Bayern München      | Duitsland | Bundesliga            | 27   | 2     |
| 2006    | Santos FC           | Brazilië  | Campeonato Brasileiro | 12   | 2     |
| 2007    | Santos FC           | Brazilië  | Campeonato Brasileiro | 1    | 0     |
| 2007/08 | Bayern München      | Duitsland | Bundesliga            | 30   | 5     |
| 2008/09 | Bayern München      | Duitsland | Bundesliga            | 29   | 4     |
| 2009/10 | Hamburger SV        | Duitsland | Bundesliga            | 23   | 6     |
| 2010/11 | Hamburger SV        | Duitsland | Bundesliga            | 31   | 1     |
| 2011/12 | Al-Gharrafa         | Qatar     | Qatari League         | 14   | 1     |
| 2012    | Gremio              | Brazilië  | Campeonato Brasileiro | 29   | 3     |
| 2013    | Gremio              | Brazilië  | Campeonato Brasileiro | 22   | 3     |
| 2014    | Gremio              | Brazilië  | Campeonato Brasileiro | 19   | 0     |
| 2015    | SE Palmeiras        | Brazilië  | Campeonato Brasileiro | 26   | 2     |
| 2016    | SE Palmeiras        | Brazilië  | Campeonato Brasileiro | 27   | 1     |
| 2017    | SE Palmeiras        | Brazilië  | Campeonato Brasileiro | 12   | 0     |
| Totaal  |                     |           |                       | 181  | 53    |